# دوی نانگ نان
دوی نانگ نان (تایلندی: ดอยนางนอน) یا کوهستان بانوی خفته نام رشته کوهی واقع در استان چیانگ ری کشور تایلند است. این رشته کوه که ساختاری کارستی دارد بخشی از انتهای جنوبی دامنه دیان لائو به‌شمار می‌رود و دارای آبشارها و غارهای متعدد است.